# Nukunonu
Nukunonu, antes conocida como Nukunono, es un atolón de las islas Tokelau, dependientes de Nueva Zelanda. Es el atolón situado en medio del archipiélago, en las coordenadas 9°10′S 172°0′O / -9.167, -172.000. Tiene una población de menos de 400 habitantes. El atolón mide unos 5 km de ancho y unos 12 km de largo.
La isla del noreste, Tokelau, es la que dio nombre al grupo. Hay una población en la isla de Nukunono al suroeste, que también se llama Nukunono, y otra al lado, a la islita de Motusaga. El alrededor de la laguna está libre de coral y pueden acceder embarcaciones a través del paso entre ambas islas.
Nukunonu fue descubierto por el inglés Edward Edwards en 1791, y la bautizó como Duke of Clarence.

## Infraestructura

### Iglesia de Nukunonu

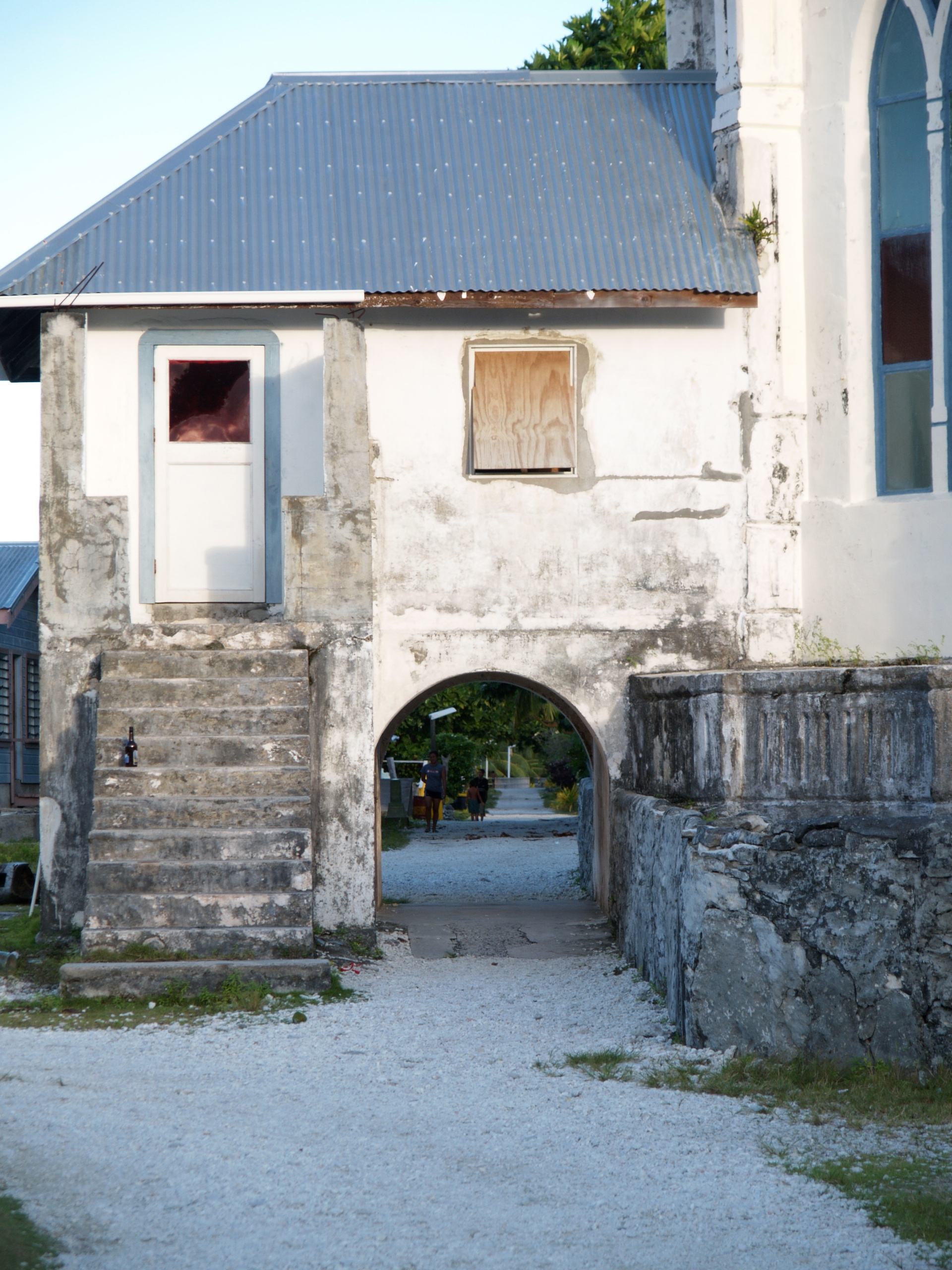
Vista de la iglesia.

La iglesia de Nukunonu (en inglés: Nukunonu Church) es el nombre que recibe un edificio religioso afiliado a la Iglesia católica. El templo sigue el rito romano o latino y es la iglesia católica principal en Tokelau, siendo la otra, la que está ubicada en Fakaofo. Esta bajo la jurisdicción de la Misión sui juris de Tokelau (Missio sui iuris Tokelauna) que fue creada en 1992 en el pontificado del entonces papa Juan Pablo II que la separó de la Arquidiócesis de Samoa-Apia y Tokelau, disuelta ese mismo año. Se encuentra bajo la responsabilidad pastoral del sacerdote Oliver P. Aro.